# Henricia spinulfera
Henricia spinulfera is een zeester uit de familie Echinasteridae.
De wetenschappelijke naam van de soort werd in 1876 gepubliceerd door Edgar Albert Smith.